# Sierra de Samaná
De Sierra de Samaná is een bergketen in het noordoosten van de Dominicaanse Republiek. In feite bestaat het uit drie kleinere ketens. Het gebergte is 60 kilometer lang en 18 kilometer breed. Ze loopt langs de Valle de Cibao, en wordt begrensd door de Baai van Samaná en de Gran Estero. Gran Estero is een beschermd natuurgebied (153km² groot, IUCN-categorie IV, Biotoop). Ook bij de rivier San Juan ligt een natuurgebied: Bosque Húmedo de Río San Juan, 1,6km² groot, IUCN-categorie III, Natuurmonument.
De bergen zijn ontstaan tijdens het Krijt. Op de bergen ontspringen de rivieren San Juan en Arroyo Limón. In deze laatste bevindt zich de waterval Salto El Limón, die een toeristische attractie is en ook een natuurmonument (16km² groot).
Het klimaat is er erg regenachtig, omdat de vochtige oostenwind vanuit de Caraïbische Zee bij de bergen moet opstijgen als ze op het eiland Hispaniola aan land komt. De hellingen zijn begroeid met regenwoud.

## Toppen
De meeste bergen zijn tussen de 300 en 600 meter hoog. De belangrijkste toppen zijn:
- La Meseta (605 meter)
- Las Cañitas (546 meter)
- Pan de Azúcar (493 meter)